# Vera (Oklahoma)
Vera es un pueblo ubicado en el condado de Washington en el estado estadounidense de Oklahoma. En el año 2010 tenía una población de 241 habitantes y una densidad poblacional de 482 personas por km².

## Geografía
Vera se encuentra ubicado en las coordenadas 36°26′56″N 95°52′49″O / 36.44889, -95.88028 (36.448946, -95.880248).

## Demografía
Según la Oficina del Censo en 2000 los ingresos medios por hogar en la localidad eran de $27,000 y los ingresos medios por familia eran $32,0836. Los hombres tenían unos ingresos medios de $30,000 frente a los $20,833 para las mujeres. La renta per cápita para la localidad era de $12,013. Alrededor del 9.1% de la población estaban por debajo del umbral de pobreza.